# Trường Đại học Nhân dân Việt Nam
Trường Đại học Nhân dân Việt Nam là một đại học được thành lập năm 1955 tại Hà Nội, Việt Nam với nhiệm vụ tạo ra được một đội ngũ thanh niên trí thức, văn nghệ sĩ, công chức lành nghề, có chuyên môn cao, lập trường chính trị vững chắc sau ngày Thủ đô được giải phóng.

## Lịch sử
Năm 1954, sau khi hòa bình được lập lại ở miền Bắc, Đảng, Chính phủ và Chủ tịch Hồ Chí Minh về lại Thủ đô. Đảng và Bác Hồ rất quan tâm tới lực lượng trí thức ở trong vùng mới giải phóng, trong đó có hàng ngàn nam nữ thanh niên đã học xong hoặc đang học dang dở tú tài, đại học.
Trong lúc đó, các trường của chế độ mới thì chưa kịp ra đời, các trường cũ vừa ít, vừa đang bị xáo trộn trước tình thế mới, tình hình chưa ổn định để đi vào giảng dạy. Trước tình hình đó, chỉ 3 tháng sau ngày tiếp quản Thủ đô, Đảng, Chính phủ và Bác Hồ lúc bấy giờ cấp tốc mở trường Đại học Nhân dân Việt Nam, do Giáo sư Hoàng Minh Giám làm Hiệu trưởng và đồng chí Phạm Văn Đồng làm Hiệu trưởng danh dự. Được khai giảng ngày 19 tháng 1 năm 1955 với niên khóa đầu tiên 1955 - 1956, trụ sở trường đặt tại khu Đấu xảo (nay là Cung văn hóa Hữu nghị).
Chương trình giảng dạy không đi vào các ngành khoa học, kỹ thuật, xã hội nhân văn… mà trang bị một số kiến thức sơ giản về cách mạng dân tộc, dân chủ, về lý tưởng Xã hội chủ nghĩa, nhiệm vụ thanh niên của thanh niên, trí thức, văn nghệ sỹ trước tình hình mới. Từ ngôi trường này, những thanh niên ưu tú của toàn miền Bắc sau đó đã tình nguyện gia nhập Đoàn Thanh niên xung phong Trung ương tỏa đi khắp mọi miền đất nước với khẩu hiệu “Đâu cần thanh niên có, đâu khó có thanh niên”.
Không lâu sau, các trường đại học, cao đẳng, cấp ba của chế độ mới lần lượt ra đời, tập hợp học sinh vào học, đến lúc này Trường đại học Nhân Dân không cần thiết nữa. Tuy tồn tại chỉ một thời gian ngắn, nhưng đã mang lại nhiều kết quả đáng kể.

## Tiền nhiệm
Trường Kinh tế Tài chính thành lập ngày 25 tháng 1 năm 1956 là một trường nằm trong hệ thống Đại học Nhân dân nay là tiền thân Trường Đại học Kinh tế Quốc dân.